# Santa Marinha e São Pedro da Afurada
Santa Marinha e São Pedro da Afurada (llamada oficialmente União das Freguesias de Santa Marinha e São Pedro da Afurada) es una freguesia portuguesa del municipio de Vila Nova de Gaia, distrito de Oporto.

## Historia
Fue creada el 28 de enero de 2013 en aplicación de una resolución de la Asamblea de la República de Portugal promulgada el 16 de enero de 2013 con la unión de las freguesias de Santa Marinha y São Pedro da Afurada, pasando su sede a estar situada en la antigua freguesia de Santa Marinha.

## Demografía
| Gráfica de evolución demográfica de Santa Marinha e São Pedro da Afurada entre 2011 y 2021 |
|                                                                                            |
| Datos según el nomenclátor publicado por el INE portugués.                                 |